# Басс, Михаил Григорьевич
Михаил Григорьевич Басс (19 июля 1970, Ленинград — 12 августа 2018, Иерусалим) — российский биолог, эколог и педагог (сотрудник эколого-биологического центра «Крестовский остров» Санкт-Петербургского городского Дворца творчества юных). Также известен как игрок телевизионной и спортивной версий «Что? Где? Когда?» (титул Бессмертного и красный пиджак, чемпион мира по спортивной версии), тренер нескольких школьных команд и команды Большой хоральной синагоги Санкт-Петербурга.

## Биография

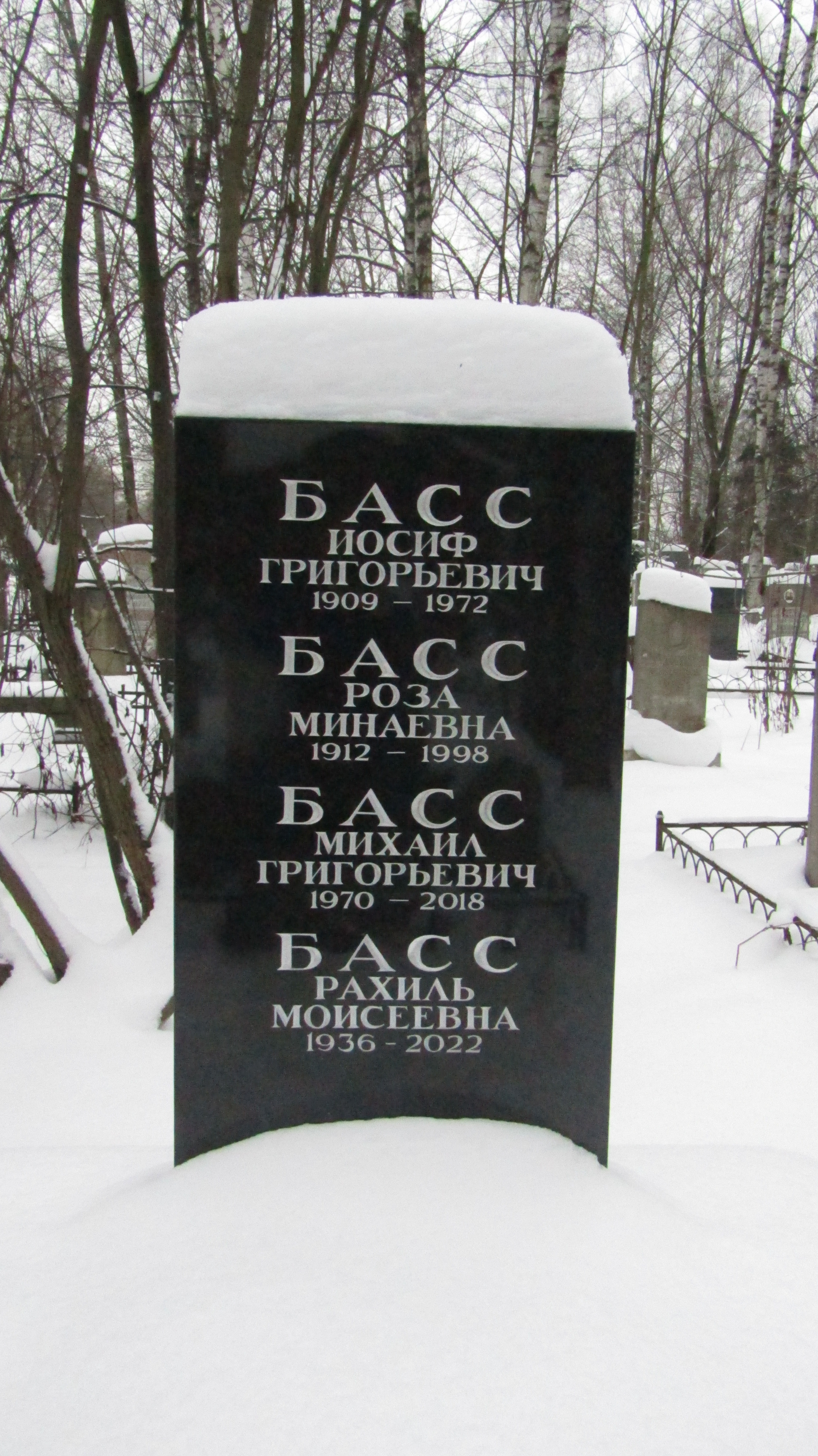
Могила Басс М.Г. Кладбище Памяти жертв 9-го января, Санкт--Петербург.

### Научная деятельность
В 1983 году впервые пришёл в отдел биологии ленинградского Дворца пионеров, заинтересовавшись этой наукой. С 1987 по 1993 годы учился в Ленинградском политехническом институте, окончил его по специальности «биофизика». С 1989 года преподавал во Дворце пионеров (ныне Санкт-Петербургский городской Дворец творчества юных), занимая в лаборатории экологии животных и биомониторинга должность педагога. Участвовал в более чем тридцати экспедициях и походах (из них в шестнадцати — как руководитель). Работал также в Институте экспериментальной медицины и в эколого-биологическом центре «Крестовский остров» (при Дворце творчества юных). Области исследования — орнитофауна Санкт-Петербурга и Ленинградской области, а также заповедников России и СНГ. Среди посещённых им заповедников — Катунский (Алтай), Черноморский, Кара-Дагский (Украина), Саяно-Шушенский, Шульган-Таш; исследовал также Северное Прибайкалье, реку Великую (Псковская область), Белое море и Куршскую косу. Специализировался также в молекулярной генетике.
Автор нескольких научных работ.

### Педагогическая деятельность
Михаил Басс известен как педагог дополнительного образования и организатор городской олимпиады школьников Санкт-Петербурга по биологии. Его ученики в Дворце творчества юных, представлявшие лабораторию экологии животных, неоднократно занимали призовые места на региональных олимпиадах и конкурсах.

### Что? Где? Когда?
В 1992 году дебютировал в телевизионной версии игры «Что? Где? Когда?», став в 1990-е годы одним из ведущих игроков команды Алексея Блинова. Был обладателем титула «Бессмертного члена клуба». Участвовал в Юбилейных играх 2000 года, посвящённых 25-летию клуба. В составе команды Александра Друзя победил в 2002 году на чемпионате мира.
В 2010-е годы был тренером команды Большой хоральной синагоги Санкт-Петербурга, а также тренировал различные детские команды и выступал судьёй на любительских турнирах.

### Семья
- Отец — Григорий Иосифович Басс, мать — Рахиль Моисеевна Басс
- Младший брат — Вадим Григорьевич Басс
- Жена — Анна Гутерман
  - Дочь — Евгения Басс (род. 2018)

Увлечения: фотография и путешествия.

## Болезнь и смерть
В течение месяца проходил лечение от острого лейкоза в Израиле.
Скончался 12 августа 2018 года в больнице Иерусалима.
Похоронен 19 августа на кладбище Памяти жертв 9-го января .